# Astragalus incanus
Astragalus incanus é uma espécie de planta com flor pertencente à família Fabaceae.
A autoridade científica da espécie é L., tendo sido publicada em Systema Naturae, Editio Decima 2: 1175. 1759.

## Portugal
Trata-se de uma espécie presente no território português, nomeadamente os seguintes táxones infraespecíficos:
- Astragalus incanus subsp. nummularioides - presente em Portugal Continental. Em termos de naturalidade é nativa da região atrás referida. Não se encontra protegida por legislação portuguesa ou da Comunidade Europeia.